# Rabidosa rabida
Rabidosa rabida is een soort wolfspin uit het geslacht Rabidosa.

## Voorkomen
R. rabida is een veelvoorkomende, endemische soort in de Verenigde Staten. Hij komt voor van Texas en Oklahoma tot Nebraska, en in Maine en Florida. Hij wordt er meestal gevonden in bebost gebied, katoenplantages en gebouwen.

## Beschrijving
R. rabida heeft een donkergrijze cephalothorax met bovenaan twee lichte strepen op de zijden en een fijne, lichte lijn op elke zijde. Het achterlijf heeft een donkere middelstreep en meerdere lichte vlekken op het achterste deel van het achterlijf. Het voorste paar poten is zwart of donkerbruin, de andere zijn bruin.
De vrouwtjes zijn tussen 16 en 21 mm lang, de mannetjes zijn wat kleiner, met een gemiddelde van 13 mm. De soort kan ruim 2 jaar oud worden en leeft tot maximaal de eerste zes maanden op de rug van de moeder.

## Gedrag
R. rabida communiceert op verschillende manieren. Één manier werkt met behulp van feromonen: de spinnen laten geursporen na op hun rag. Mannetjes kunnen de draden van de vrouwtjes kruisen en die zo aftasten met de voelsprieten om het vrouwtje te vinden. Een andere manier werkt met trillingen van het web. Mannetjes proberen er vrouwtjes mee te lokken, maar ze communiceren er ook mee met andere mannetjes. De communicatie is te vergelijken met het aanraken van een snaar.

## Voedsel
R. rabida is een spin die met een plaatselijke soort zonnedauw, een vleesetende plant, in voedselconcurrentie zit. Plant en dier eten dezelfde soort. De aanwezigheid van de spin doet het aantal prooien voor de plant effectief dalen. De plant kan hierdoor verzwakken.
De spin eet ongewervelden zoals insecten. Ze wachten hun prooi op en slaan toe als die in hun bereik komt. Zelf wordt hij sporadisch door grotere organismen opgegeten. De spin kan mensen bijten, maar is niet giftig.